# San Miguel Tecomatlán, delstaten Mexiko
San Miguel Tecomatlán är en ort i Mexiko.   Den ligger i kommunen Tenancingo och delstaten Mexiko, i den sydöstra delen av landet, 70 km sydväst om huvudstaden Mexico City. San Miguel Tecomatlán ligger 2 087 meter över havet och antalet invånare är 3 180.
Terrängen runt San Miguel Tecomatlán är huvudsakligen kuperad, men söderut är den bergig. Terrängen runt San Miguel Tecomatlán sluttar söderut. Runt San Miguel Tecomatlán är det ganska tätbefolkat, med 120 invånare per kvadratkilometer. Närmaste större samhälle är Tenancingo de Degollado, 6,7 km väster om San Miguel Tecomatlán. I omgivningarna runt San Miguel Tecomatlán växer huvudsakligen savannskog.